# Locus Award
Locus Awards (dansk: Locuspriserne) er en årlig række litterære priser, der stemmes om af læsere af science fiction- og fantasymagasinet Locus, et månedligt tidsskrift baseret i Oakland, Californien. Priserne uddeles ved en årlig banket. Ud over de plaketter, der tildeles vinderne, er udgivere af vindende værker hædret med certifikater, hvilket er unikt på området.
Oprindeligt var deltagelse i afstemningen forbeholdt Locus-abonnenter, men afstemningen er nu åben for alle, selvom abonnenternes stemmer tæller dobbelt så meget som stemmerne fra ikke-abonnenter. Prisen blev indviet i 1971 og var oprindelig beregnet til at give forslag og anbefalinger for Hugo Awards. De er blevet betragtet som en prestigefyldt pris inden for science fiction, fantasy og horrorlitteratur. The Encyclopedia of Science Fiction anser at Locus Awards omdømme er ligestillet med Hugo og Nebula Awards.
Gardner Dozois har rekorden for flest sejre (43), mens Neil Gaiman har vundet flest priser for skønlitterære værker (18). Robert Silverberg har modtaget det højeste antal nomineringer (158).

## Hyppigst nomineret
Fra og med 2021-priserne har følgende haft flest nomineringer:
| Person              | Nomineringer | Nomineringer (fiktion) | Kåringer |
| ------------------- | ------------ | ---------------------- | -------- |
| Robert Silverberg   | 158          | 88                     | 9        |
| Gardner Dozois      | 133          | 21                     | 43       |
| Ellen Datlow        | 104          | 0                      | 16       |
| Michael Swanwick    | 84           | 74                     | 3        |
| Ursula K. Le Guin   | 80           | 56                     | 24       |
| Martin H. Greenberg | 80           | 0                      | 0        |
| Gene Wolfe          | 74           | 67                     | 6        |
| Stephen Baxter      | 73           | 67                     | 1        |
| David G. Hartwell   | 73           | 0                      | 1        |
| Robert Reed         | 71           | 67                     | 0        |
| Lucius Shepard      | 70           | 60                     | 8        |
| Gregory Benford     | 69           | 54                     | 0        |
| Terri Windling      | 66           | 1                      | 0        |
| Frederik Pohl       | 65           | 46                     | 3        |
| Nancy Kress         | 64           | 57                     | 2        |
| George R. R. Martin | 63           | 42                     | 16       |

## Kategorier
- Locuspris for bedste roman (udgået)
- Locuspris for bedste science fiction-roman
- Locuspris for bedste fantasyroman
- Locuspris for bedste gyserroman (1989–90, 1994)
Også kendt som:
  - Locuspris for gyserroman/Dark Fantasy Roman (1991–93, 1996–97)
  - Locuspris for bedste Dark Fantasy/gyserroman (1995, 1999)
- Locuspris for bedste første roman
- Locuspris for bedste ungdomsbog
- Locuspris for bedste novelle
- Locuspris for bedste roman
- Locuspris for bedste novelle
Oprindeligt kendt som:
  - Locuspris for bedste korte fiktion (1971-74, 1978)
- Locuspris for bedste magasin
- Locuspris for bedste forlag
- Locuspris for bedste antologi
- Locuspris for bedste samling
- Locuspris for bedste redaktør
- Locuspris for bedste kunstner
- Locuspris for bedste faglitteratur/kunstbog

## Inaktive kategorier
Der er flere kategorier, der ikke længere modtager Locus Awards:
- Locus Award for bedste originale antologi (1972-1975)
  - 1972: Univers 1 redigeret af Terry Carr
  - 1973: Again, Dangerous Visions redigeret af Harlan Ellison
  - 1974: Astounding redigeret af Harry Harrison
  - 1975: Universe 4 redigeret af Terry Carr
- Locus Award for bedste genoptrykte antologi/samling (1972–1975)
  - 1972: Verdens bedste science fiction: 1971 redigeret af Donald A. Wollheim og Terry Carr
  - 1973: Årets bedste science fiction #2 redigeret af Terry Carr
  - 1974: Årets bedste science fiction #2 redigeret af Terry Carr
  - 1975: Before the Golden Age redigeret af Isaac Asimov
- Locus Award for bedste fanzine (1971-1977)[8]
  - 1971: Locus
  - 1972: Locus
  - 1973: Locus
  - 1974: Locus
  - 1975: Outworlds
  - 1976: Locus
  - 1977: Locus
- Locuspris for bedste enkelte fanzinenummer (1971)[9]
  - 1971: Locus
- Locuspris for bedste kritiker (1974–1977)[10]
  - 1974: Richard Geis
  - 1975: P. Schuyler Miller
  - 1976: Richard Geis
  - 1977: Spider Robinson
- Locuspris for bedste fanskribent (1971-1973)[11]
  - 1971: Harry Warner, Jr.
  - 1972: Charlie Brown
  - 1973: Terry Carr
- Locuspris for bedste fankritiker (1971)[12]
  - 1971: Ted Pauls
- Locuspris for bedste udgiver - Hardcover (1975–1976)[13]
  - 1975: Science Fiction Bogklub
  - 1976: Science Fiction Bogklub
- Locuspris for bedste udgiver - Paperback (1975–1976)[14]
  - 1975: Ballantine
  - 1976: Ballantine
- Locuspris for bedste bogforsidekunstner (1971–1973)[15]
  - 1971: Leo & Diane Dillon
  - 1972: Gene Szafran
  - 1973: Frank Kelly Freas
- Locuspris for bedste tidsskriftskunstner (1972–1973)[16]
  - 1972: Frank Kelly Freas
  - 1973: Frank Kelly Freas
- Locuspris for bedste fankunstner (1971-1975)[17]
  - 1971: Alicia Austin
  - 1972: Bill Rotsler
  - 1973: Bill Rotsler
  - 1974: Tim Kirk
  - 1975: Tim Kirk
- Locuspris for bedste fantegner (1971)[18]
  - 1971: Bill Rotsler
- Locuspris for Best Convention (1971)[19]
  - 1971: Noreascon